# Eddie Russo
Edward Leon Russo, detto Eddie (Chicago, 19 novembre 1925 – King, 14 ottobre 2012), è stato un pilota automobilistico statunitense.

## Biografia
Dopo alcuni successi nella categoria Midget, corse nella serie Champ Car tra il 1952 ed il 1960.
Tra il 1950 e il 1960 la 500 Miglia di Indianapolis faceva parte del Campionato Mondiale, per questo motivo Russo ha all'attivo anche quattro Gran Premi in Formula 1.
Anche suo padre Joe e suo zio Paul corsero la 500 Miglia di Indianapolis.

## Risultati in Formula 1
| 1954 | Scuderia            | Vettura           |  |    |  |  |  |  |  |  |  |  |  | Punti | Pos. |
| ---- | ------------------- | ----------------- |  | -- |  |  |  |  |  |  |  |  |  | ----- | ---- |
| 1954 | Federal Engineering | Kurtis Kraft 4000 |  | NQ |  |  |  |  |  |  |  |  |  | 0     |      |

| 1955 | Scuderia          | Vettura |  |  |     |  |  |  |  |  |  |  |  | Punti | Pos. |
| ---- | ----------------- | ------- |  |  | --- |  |  |  |  |  |  |  |  | ----- | ---- |
| 1955 | Dr. R.N. Sabourin | Pawl    |  |  | Rit |  |  |  |  |  |  |  |  | 0     |      |

| 1956 | Scuderia                      | Vettura               |  |  |     |  |  |  |  |  |  |  |  | Punti | Pos. |
| ---- | ----------------------------- | --------------------- |  |  | --- |  |  |  |  |  |  |  |  | ----- | ---- |
| 1956 | Belond Miracle/Calif. Muffler | Epperly Indy Roadster |  |  | Rit |  |  |  |  |  |  |  |  | 0     |      |

| 1957 | Scuderia      | Vettura           |  |  |     |  |  |  |  |  |  |  |  | Punti | Pos. |
| ---- | ------------- | ----------------- |  |  | --- |  |  |  |  |  |  |  |  | ----- | ---- |
| 1957 | Sclavi & Amos | Kurtis Kraft 500C |  |  | Rit |  |  |  |  |  |  |  |  | 0     |      |

| 1958 | Scuderia      | Vettura             |  |  |  |    |  |  |  |  |  |  |  | Punti | Pos. |
| ---- | ------------- | ------------------- |  |  |  | -- |  |  |  |  |  |  |  | ----- | ---- |
| 1958 | Sclavi & Amos | Kuzma Indy Roadster |  |  |  | NQ |  |  |  |  |  |  |  | 0     |      |

| 1959 | Scuderia                                             | Vettura                                                 |  |    |  |  |  |  |  |  |  |  |  | Punti | Pos. |
| ---- | ---------------------------------------------------- | ------------------------------------------------------- |  | -- |  |  |  |  |  |  |  |  |  | ----- | ---- |
| 1959 | J.C. Agajanian McKay's Bulldog Midwest Manifacturing | Kuzma Indy Roadster Kurtis Kraft 500G Kurtis Kraft 500D |  | NQ |  |  |  |  |  |  |  |  |  | 0     |      |

| 1960 | Scuderia    | Vettura           |  |  |     |  |  |  |  |  |  |  |  | Punti | Pos. |
| ---- | ----------- | ----------------- |  |  | --- |  |  |  |  |  |  |  |  | ----- | ---- |
| 1960 | CO. Prather | Kurtis Kraft 500G |  |  | Rit |  |  |  |  |  |  |  |  | 0     |      |

| Legenda | 1º posto     | 2º posto | 3º posto    | A punti         | Senza punti/Non class.  | Grassetto – Pole position Corsivo – Giro più veloce |
| Legenda | Squalificato | Ritirato | Non partito | Non qualificato | Solo prove/Terzo pilota | Grassetto – Pole position Corsivo – Giro più veloce |